# هرمون مطلق لموجهة الغدد التناسلية

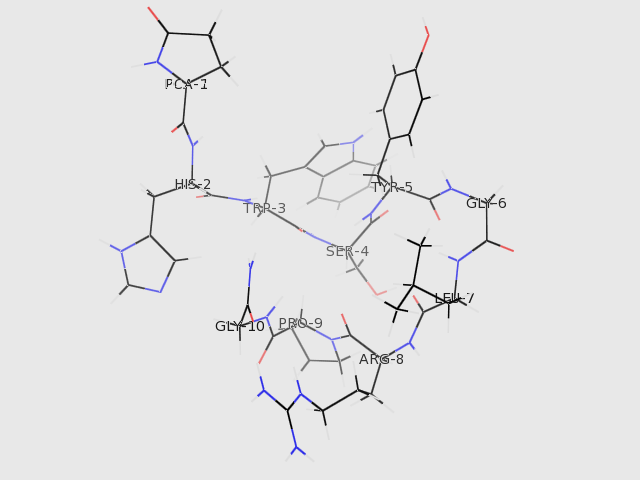
بنية الهرمون المطلق للموجهة الغددية التناسلية 1

الهرمون المحرر لإفراز الهرمونات المنشطة للمناسل أو هرمون مطلق لموجهة الغدد التناسلية (بالإنجليزية: Gonadotropin-releasing hormone ) (بالإنجليزية: GnRH)، هو هرمون إفرازي مسؤول عن تحرير الهرمون المنبه لتكوين الحويصلة (FSH) ، والهرمون المنبه لتكوين الجسم الأصفر(LH) ، ويتم إفرازه من الغدة النخامية الأمامية.هرمون (GnRH) هو هرمون مداري ببتيدي يخلق ويفرز من النيورونات الخاصة به (GnRH) داخل منطقة ما تحت المهاد.ويشكل الهرمون الخطوة الأولية في المحور الوطائي النخامي الغدي التناسلي.

## التركيب
تم إكتشاف هيكل الهرمون لأول مرة على أيدي الحاصلين على جائزة نوبل لعام 1977 روجه غيومين وأندرو سكالي.
pyroGlu-His-Trp-Ser-Tyr-Gly-Leu-Arg-Pro-Gly-NH2
كمعيار ثابت لتمثيل الببتيد، تتم ترجمة البروتين بواسطة (mRNA) من الطرف الأميني إلي النهاية الكربوكسيلية، مع افتراض عدم وجود تناظر مرأتي وأن كل الأحماض الأمينية ناحية اليسار (L-form). الاختصارات جميعها لأحماض أمينية مولدة للبروتين باستثناء (PyroGlu) والذي يشير إلي حمض البرو جلوتاميك، المشتق من حمض الجلوتاميك ويشير انيون (NH2) في نهاية التسلسل إلي أنه بدلا من إنهاء التسلسل بنهاية كربوكسيلية، فإنه ينتهي بأعتباره كربوكساميد (أميد).

## التخليق البروتيني للهرمون

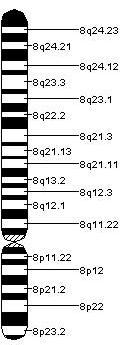
Chromosome 8

يقع جين (GnRH1) على الصبغي 8 وهو أحد أسلاف هرمون (GnRH). يتكون كودون الوقف في الثدييات من 89 سابقة هرمونية أو هرمون ببتيدي (الإنجليزية:preprohormone)وذلك من المنطقة ما قبل الجراحية لمنطقة ما تحت المهاد. الهرمون هدف لمختلف آليات التنظيم للمحور الوطائي النخامي الغدي التناسلي، مثل تثبيط الهرمون بسبب ارتفاع مستويات هرمون الإستروجين في الجسم.

## آلية العمل
يفرز (GnRH) من الأوعية الدموية الخاصة بالجهاز البوابي النخامي عند المنطقة البارزة الناصفة. يحمل الدم البابي الهرمون إلي الغدة النخامية والتي تحتوي على الخلية الموجهة للغدة التناسلية، حيث يقوم الهرمون بتنشيط مستقبلة الخاص(GnRHR)، وهو عبارة عن سبعة مستقبلات مقارنة بالبروتين ج، تعمل على تحفيز الصيغة الجزيئية بيتا لإنزيمات الفوسفين فوسفوليباز c، والتي تستمر في تعبئة الكالسيوم وكيناز البروتين c، مما يؤدي لتنشيط البروتينات المشاركة في خلق وإفراز هرمون (FSH) و هرمون (LH). ومن ثم يتحلل هرمون (GnRH) عن طريق التحلل البروتيني في غضون بضع دقائق.
نشاط الهرمون منخفض جدا أثناء مرحلة الطفولة، ويبدأ نشاطه أثناء فترة المراهقة أو البلوغ. يعد نشاط إفراز الهرمون أثناء الحمل أمرا بالغ الأهمية للوظائف الانجابية السليمة والتي تتحكم بها حلقات التغذية العكسية. ولكن بمجرد حدوث الحمل، يصبح نشاط الهرمون غير ضروري. قد يتوقف إفراز هرمون (GnRH) لحدوث مرض أو خلل وظيفي في الغدة النخامية (قصور النخامية), أو بسبب أفات عضوية (رضخ، ورم). كما تقلل المستويات المرتفعة لهرمون البرولاكتين من نشاط هرمون (GnRH)، وبالعكس فعند زيادة إفراز هرمون الأنسولين قد يؤدي لحدوث اضطراب في نشاط هرموني (LH و  FSH)، كما يحدث في متلازمة تكيس المبايض.

### التحكم في هرمون FSHوهرمون LH
يحفز هرمون (GnRH) تكوين وإفراز هرمون (FSH) و هرمون (LH)، ويتم التحكم في تلك العمليات من خلال حجم وتردد إفراز هرمون (GnRH)، وأيضاً من خلال التغذية العكسية للأندروجينات والاستروجينات. يلزم إفراز الهرمون بصورة منخفضة لأطلاق الهرمون المنبه لتكوين الحويصلة، بينما يلزم إفراز الهرمون بصورة مرتفعة لتحفيز الهرمون المنبه لتكوين الجسم الأصفر.
توجد اختلافات في نسب إفراز الهرمون بين الإناث والذكور، حيث يتم إفراز الهرمون بوتيرة ثابتة عند الذكور، بينما تتغير نسب إفراز الهرمون في الإناث أثناء الدورة الشهرية وترتفع قبل الإباضة مباشرة.
يفرز الهرمون علي صورة  دفعات أو تدفقات (إفراز نابض) في جميع الفقاريات، وذلك ضروري للحفاظ على الوظيفة الإنجابية بصورة سليمة، وبهذا يكون لهرمون (GnRH) القدرة على التحكم في العمليات المعقدة لنمو الجريبات، والإباضة، والحفاظ على الجسم الأصفر في الأنثى، وتكوين الحيوانات المنوية لدى الذكور.

#### هرمون عصبي
يعتبر الهرمون المحرر لإفراز الهرمونات المنشطة للمناسل هرموناً عصبياً، حيث يتم إنتاجه بواسطة خلية عصبية محددة ويتم إفرازه من نهايتها العصبية ، والمنطقة الرئيسيه لإنتاج الهرمون هي المنطقة ما قبل الجراحية للهيبوثلاموس والتي تحتوي على معظم الخلايا العصبية المفرزة للهرمون. تَنشأ الخلايا العصبية المفرزة للهرمون في الأنف وتهاجر إلي الدماغ،حيث تنتشر في جميع أنحاء الحاجز الوسطي وتحت المهاد وتتصل بواسطة التشعبات الطويلة جداً والتي يزيد طولها عن 1 ملم. تجمع هذه الحزم معاً بحيث تلتقي المدخلات المتشابكة المشتركة، وهذه العملية تسمح بمزامنة إفراز الهرمون.
يتم تنظيم نيورنات هرمون (GnRH) بواسطة العديد من الخلايا العصبية المختلفة، عن طريق أستخدم العديد من أجهزة الإرسال المختلفة (بما فيهم النيوروبنيفرين، حمض جاما-أمينوبيوتيريك، والجلوتومات)، كمثال، يبدو أن الدوبامين يعمل علي تحفيز إفراز هرمون LH (من خلال GnRH) لدى الإناث الممهدة أو المهيئة مسبقاً بهرمون الأستروجين وهرمون البروجسترون؛ فقد يثبط الدوبامين إفراز هرمون LH في الإناث أثناء مرحلة الاباضة. ويبدو أن لدي بروتين الكيسبيبتين دور هام في تنظيم إفراز هرمون GnRH. كما يمكن تنظيم إفراز الهرمون بواسطة الإستروجين. وتوجد بعض التقارير التي تقر أن الخلايا العصبية المنتجة لهرمون الكيسبيبتين يمكن أن تعبر عن مستقبل ألفا لهرمون الإستروجين.

##### أعضاء أخري
يتواجد الهرمون في أماكن أخرى خارج منطقة ما تحت المهاد والغدة النخامية، كما أن دورة في باقي العمليات الحيوية غير معروف تماماً، كمثال، يوجد إحتمال لوجود دور لهرمون GnRH 1 في المشيمة والغدد التناسلية، كما وجد أيضاً هرمون GnRH ومستقبلاته في سرطانات الثدي، والمبايض، والبروستاتا، وسرطان بطانة الرحم.

## التأثيرات السلوكية للهرمون
يعد إفراز هرمون GnRH أحد الأمثلة القليلة المؤكدة للهرمونات المؤثرة في السلوك. تظهر أسماك البلطي ذات الطابع الاجتماعي مستويات عالية من إفراز الهرمون، في حين أن الأسماك التي تظهر سلوك اجتماعي أقل لديها معدلات إفراز أقل الهرمون. وبجانب الإفراز، تؤثر البيئة الاجتماعية والسلوك على حجم الخلايا العصبية المفرزة للهرمون. بالأخص، في الرجال التي تظهر سلوك ودي واجتماعي أعلي لديهم خلايا عصبية مفرزة الهرمون أكثر من الذكور التي تظهر ود اجتماعي أقل. كما تلاحظ بعض الأختلافات في الإناث، حيث تكون لدى الإناث الحاضنة خلايا عصبية مفرزة الهرمون أقل حجماً من الإناث اللاتي تسرئن.

## السلوك الجنسي الحيواني

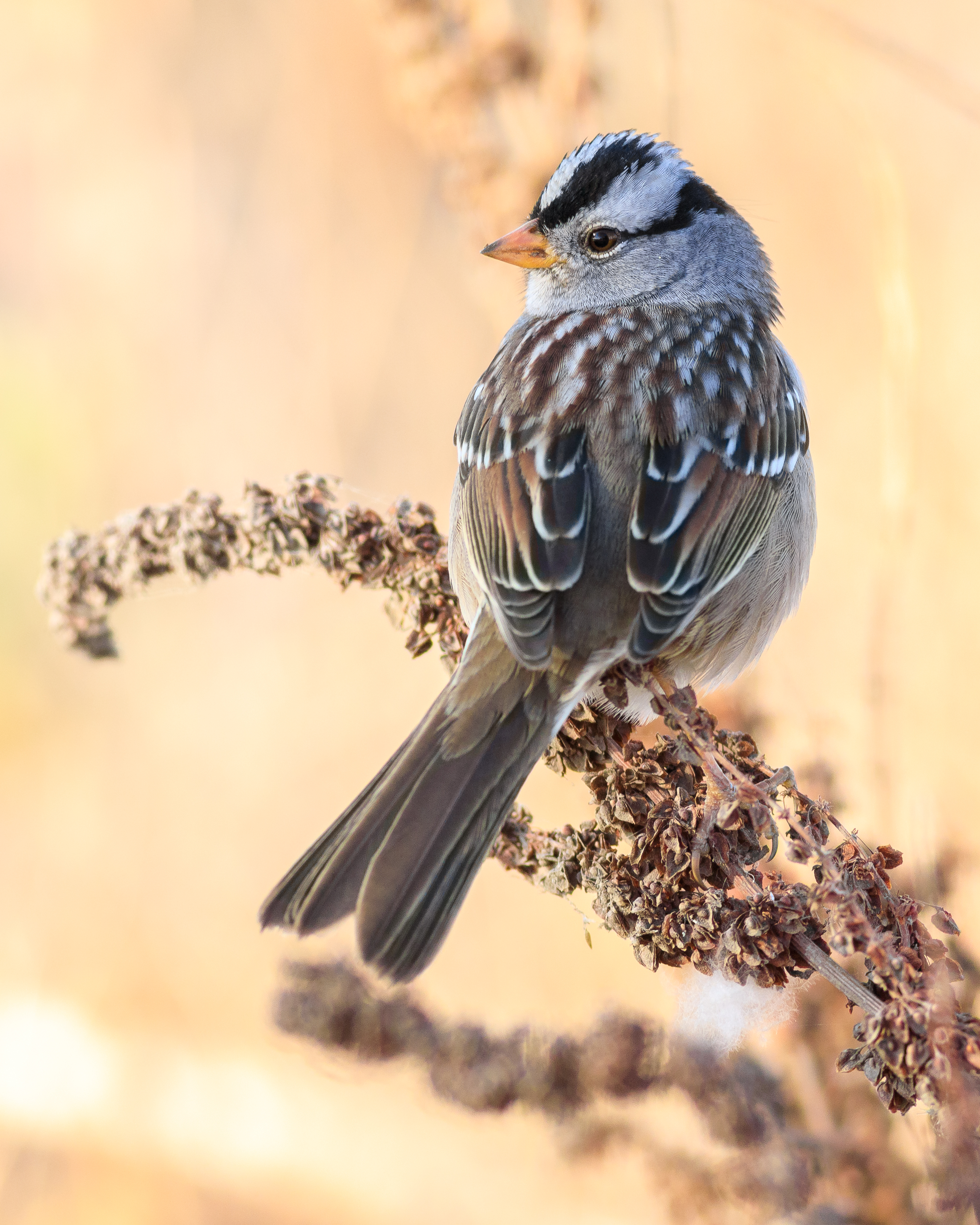
العصافير ذات التاج الأبيض (White-crowned sparrow)

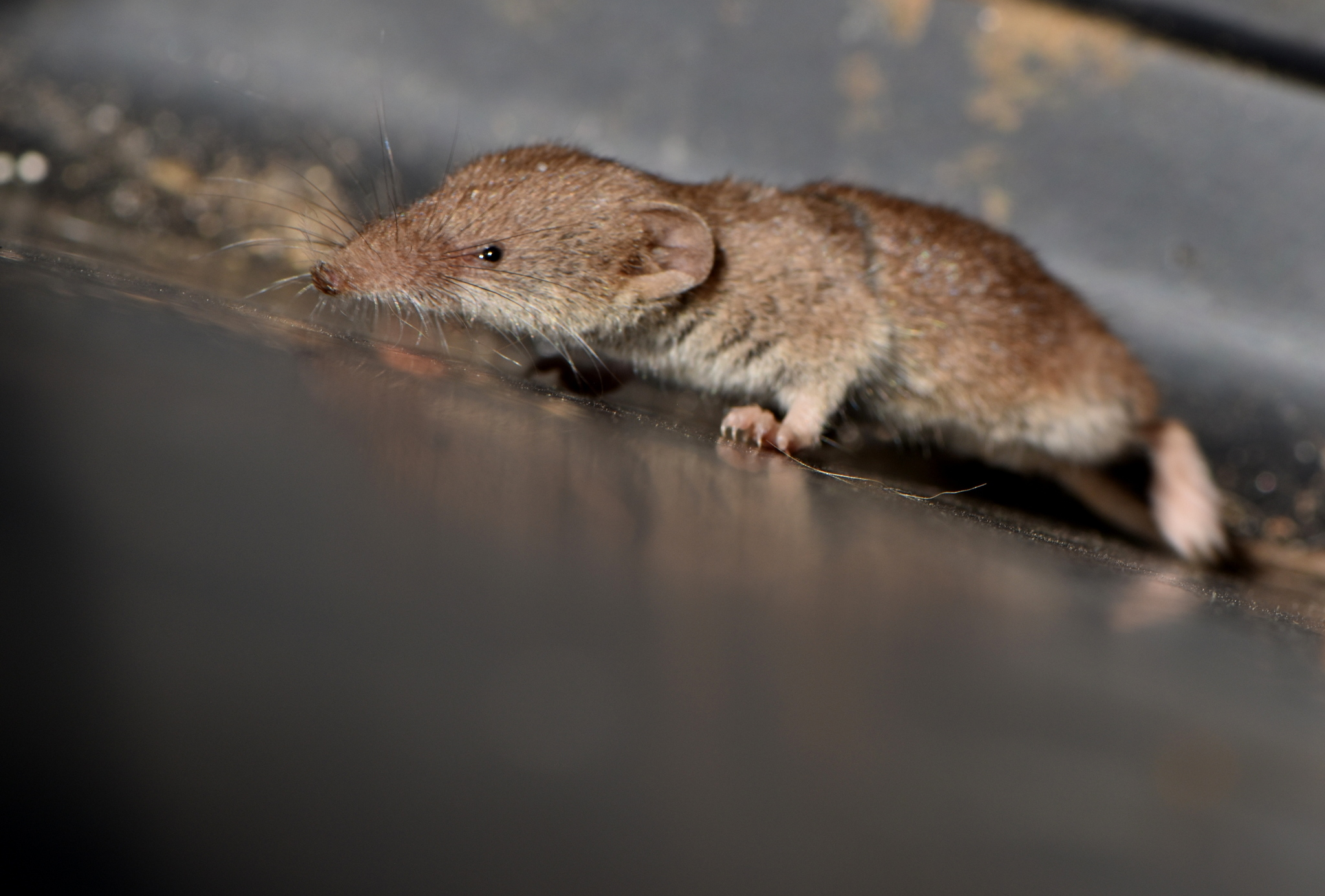
قرضيم من أنواع الزباباوات بيضاء الأسنان (الاسم العلمي: Crocidurinae)، هي واحدة من ثلاث فُصيلات في فصيلة الزبابات.

يؤثر نشاط الهرمون في تحفيز العديد من السلوكيات الجنسية. يسهل ارتفاع إفراز الهرمون من سلوكيات العرض الجنسي لدى الإناث. ويعزز حقن الهرمون في العصافير ذات التاج الأبيض إلي التماس الجماع (نوع من مظاهر التودد أو المغازلة لدى الحيوانات). كما يعزز حقن الهرمون في الثدييات من إظهار سلوكيات تودد جنسي لدى الإناث، كما في، القرضاميات، التي أظهرت حركات ذيلية أقل تجاه الذكور.
يؤدي ارتفاع إفراز الهرمون في الذكور إلي ارتفاع نسبة هرمون التستوستيرون بما يتجاوز المعدل الطبيعي للهرمون. يعمل حقن الهرمون في ذكور الطيور مباشرة بعد المواجهات العنيفة إلى إظهار مستويات أعلى لهرمون التستوستيرون مما يتم إفرازه بشكل طبيعي بعد المشاجرات العنيفة.
كما أن لنظام هرمون GnRH الوسيط أثاراً سلبية على الوظائف الفسيولوجية للإنجاب وسلوك الأم. وبالمقارنة مع إناث الفئران التي لديها معدلات إفراز طبيعة للهرمون، وجد أن الفئران التي لديها معدلات أقل من الهرمون بنسبة تصل إلى 30٪  سلوكيات رعاية أقل لنسلهم. ومن المرجح أن تترك تلك الفئران صغارها متفرقة بدلا من تجميعها معا، كما تستغرق وقت أطول لإسترجاع صغارها.

## استخدامات طبية
في الماضي تم استخدام الهرمون الطبيعي في صورة دواء (Factrel) وأيضاً كدواء (Cystorelin) لمعالجة الأمراض البشرية. أدت التعديلات علي هيكل الديكاببتايد ل GnRH إلي زيادة عمر النصف للأدوية التناظرية الهرمونية، والتي أما تحفز إفراز (GnRH1 agonists) أو تثبط (GnRH antagonists) موجه الغدد التناسلية. فحلت هذه النظائر محل الهرمون الطبيعي في الاستخدام السريري.

## استخدامات في الطب البيطري
يستخدم الهرمون في علاجات الطب البيطري لعلاج الماشية المصابة بمتلازمة تكيس المبايض كما يستخدم المتشابهه البنيوي (Deslorelin) في العلاج البيطري للإكراه الإنجابي من خلال زرع جرعة مستمرة التحرر.

## أسماء أخري للهرمون
علي مدار العقود أطلقت العديد من الأسماء علي الهرمون المطلق لموجهة الغدد التناسلية خلال المحاضرات الطبية مثل:
1. Gonadotropin-releasing factor (GnRF, GRF); Gonadotropin-releasing hormone (GnRH, GRH)
2. Follicle-stimulating hormone-releasing factor (FRF, FSH-RF); Follicle-stimulating hormone-releasing hormone (FRH, FSH-RH)
3. Luteinizing hormone-releasing factor (LRF, LHRF); Luteinizing hormone-releasing hormone (LRH, LHRH)
4. Follicle-stimulating hormone and luteinizing hormone–releasing factor (FSH/LH-RF); Follicle-stimulating hormone and luteinizing hormone-releasing hormone (FSH/LH-RH)
5. Luteinizing hormone and follicle-stimulating hormone–releasing factor (LH/FSH-RF); Luteinizing hormone and follicle-stimulating hormone-releasing hormone (LH/FSH-RH)
6. Gonadorelin (INN for pharmaceutical form)
7. Gonadoliberin